# Pohlia excurrens
Pohlia excurrens là một loài Rêu trong họ Bryaceae. Loài này được (Dixon) E.B. Bartram miêu tả khoa học đầu tiên năm 1960.